# Félicien Menu de Ménil

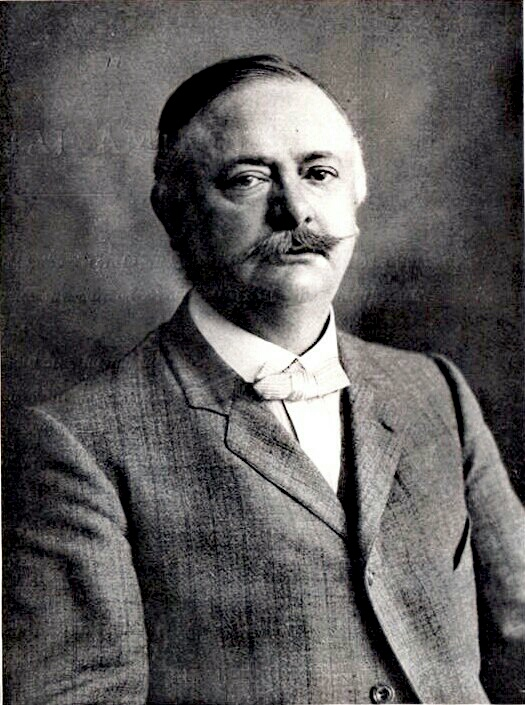
Félicien Menu de Ménil

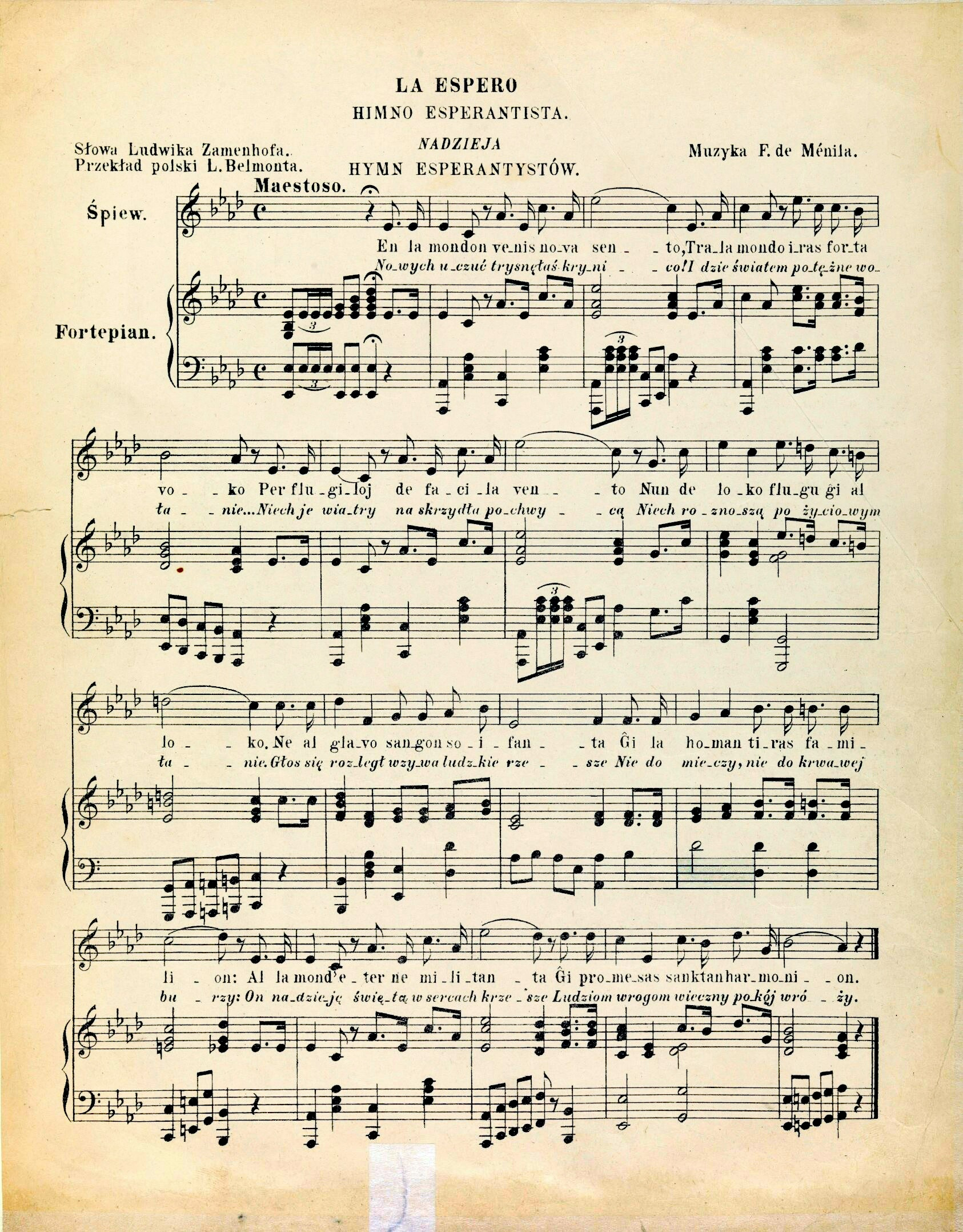
Hymne La Espero

Baron Félicien Menu de Ménil (* 16. Juli 1860 in Boulogne-sur-Mer; † 28. März 1930 in Neuilly-sur-Seine) war ein französischer Adliger, Musikpädagoge, Komponist, Esperantist und Autor.

## Leben
Félicien entstammte der Adelsfamilie de Ménil, stand in ihr wegen seiner Berufswahl und seiner Anschauungen jedoch eher am Rand. Sein ererbtes Vermögen erlaubte ihm einen großzügigen Lebensstil und eine Weltreise. Er lehrte Musikgeschichte an der renommierten Musikschule École Niedermeyer in Paris. Sein kompositorisches Schaffen umfasst Operetten, komische Opern und Ballettmusiken. Als Autor war er vor allem mit seinem Buch Histoire de la danse à travers les âges („Geschichte des Tanzes durch die Zeiten“) erfolgreich, das bis 1980 neu aufgelegt wurde.
Sein persönliches Engagement galt der Plansprache Esperanto, für die er intensiv publizistisch tätig war. Er komponierte die Musik zu Ludwik Lejzer Zamenhofs Gedicht La Espero („Die Hoffnung“). Das Lied ist bis heute die Hymne der Esperanto-Bewegung.
Er war verheiratet und hatte eine Tochter.